# Demades
Demades (Oudgrieks Δημάδης, ca. 380-319 v.Chr. ) was een oud-Atheens politicus en redenaar uit de 4e eeuw v.Chr., en tijdgenoot van Demosthenes. Hij was van geringe afkomst, maar zijn uitzonderlijk redenaarstalent en zijn spreekwoordelijke gewetenloosheid deden hem uitgroeien tot een invloedrijk politicus.

## Biografische gegevens
Waarschijnlijk was Demades aanvankelijk een aanhanger van Demosthenes’ anti-macedonische politiek. Tijdens de Slag bij Chaeronea (338 v.Chr.) werd hij krijgsgevangengenomen, wist de aandacht van Philippus II te trekken en bewerkte samen met Aeschines en Phocion de voor Athene gunstige en naar hem genoemde Demadesvrede tussen Philippus en Athene. Tijdens de onderhandelingen had hij zich verzoend met het idee van een Macedonische uitbreiding op Grieks grondgebied. Sindsdien was Demades de leider en voorvechter van de pro-macedonische fractie in Athene. Hoofdzakelijk aan zijn ingrijpen was het te danken dat Alexander de Grote in 335, na de verwoesting van Thebe, Athene spaarde.
In Harpalus (Macedonië)weerhield hij de Atheners ervan hun steun te verlenen aan het anti-macedonische verzet van de Spartaanse koning Agis III. Omdat hij betrokken raakte bij het zogenaamde Harpalus-schandaal (324) en de stemming in Athene na de dood van Alexander de Grote (323) omsloeg, verloor Demades voor een tijdje zijn politieke invloed.
Na de dramatische afloop van de Lamische Oorlog (323/322 v.Chr.) nam hij echter opnieuw de leiding in handen en bewerkte de vrede met Antipater van Macedonië). 
Deze vredesovereenkomst hield in
- 1° dat de Atheense democratie door een timocratie werd vervangen,
- 2° dat de Atheense haven van Mounychia een Macedonisch garnizoen zou huisvesten en
- 3° dat Demosthenes en Hyperides ter dood veroordeeld zouden worden.

Demades blééf zich als een gewetenloze intrigant gedragen, en dat zou hem uiteindelijk het leven kosten. In 319 werd hij op last van Antipater omgebracht, wegens verraderlijke betrekkingen met dienst aartsvijanden Antigonus en Perdiccas.

## Werken
Wij bezitten momenteel slechts een paar fragmenten van Demades’ redevoeringen. Wel zijn een relatief groot aantal ‘bon mots’ van hem overgeleverd, de zogenaamde Δημάδεια, waarvan het trouwens niet meer mogelijk is echt en onecht van elkaar te onderscheiden.
Op naam van Demades staat ook een redevoering met de titel Ὑπὲρ τῆς δωδεκαετίας / De (periode van) twaalf jaar, waarvan een lang fragment bewaard bleef, maar de authenticiteit daarvan wordt in twijfel getrokken.
- Bibsys: 95001184
- Biblioteca Nacional de España: XX1248554
- Bibliothèque nationale de France: cb13775025s (data)
- CiNii: DA04183547
- Gemeinsame Normdatei: 102368732
- International Standard Name Identifier: 0000 0003 8849 4617
- Library of Congress Control Number: nr2006014535
- Nationale Bibliotheek van Israël: 987007392932605171
- Nationale Bibliotheek van Polen: a0000001931844
- Nederlandse Thesaurus van Auteursnamen: 069900086
- Réseau des bibliothèques de Suisse occidentale: 02-A003168037
- Istituto Centrale per il Catalogo Unico: SBLV280013
- LIBRIS: 304176
- Système universitaire de documentation: 074071564
- Virtual International Authority File: 281686459